# Julia Kagie
Julia Kagie (Den Haag, 8 januari 2001) is een voormalig Nederlands profvoetbalspeelster. Ze kwam van 2019 tot 2021 uit voor ADO Den Haag.

## Clubcarriere
In mei 2019 tekende Kagie een contract bij ADO Den Haag. Daarvoor speelde ze bij het Talententeam van Ajax. Eerder speelde ze al voor de beloften van ADO Den Haag. In 2022 liet Kagie ADO Den Haag achter zich om bij de mannen van Duno 1 te gaan voetballen. Ze was daarmee de eerste voetbalster die in het amateurvoetbal bij de mannen ging voetballen. Sinds 2024 bezit Kagie haar eigen voetbalschool.

## Statistieken
| Seizoen | Club         | Land      | Competitie | Wedstrijden | Doelpunten |
| ------- | ------------ | --------- | ---------- | ----------- | ---------- |
| 2017/18 | ADO Den Haag | Nederland | Eredivisie | 1           | 0          |
| 2019/20 | ADO Den Haag | Nederland | Eredivisie | 12          | 0          |
| 2020/21 | ADO Den Haag | Nederland | Eredivisie | 11          | 0          |
| Totaal  | Totaal       | Totaal    | Totaal     | 24          | 0          |

Laatste update: 17 oktober 2024

## Interlandcarriere
Op 4 oktober 2017 speelde Kagie haar eerste wedstrijd voor Oranje O17.
OP 9 november 2018 speelde Kagie haar eerste wedstrijd voor Oranje O19.

## Privé
Kagie studeert aan de Haagse Hogeschool.